# Нічний дозор (рух)

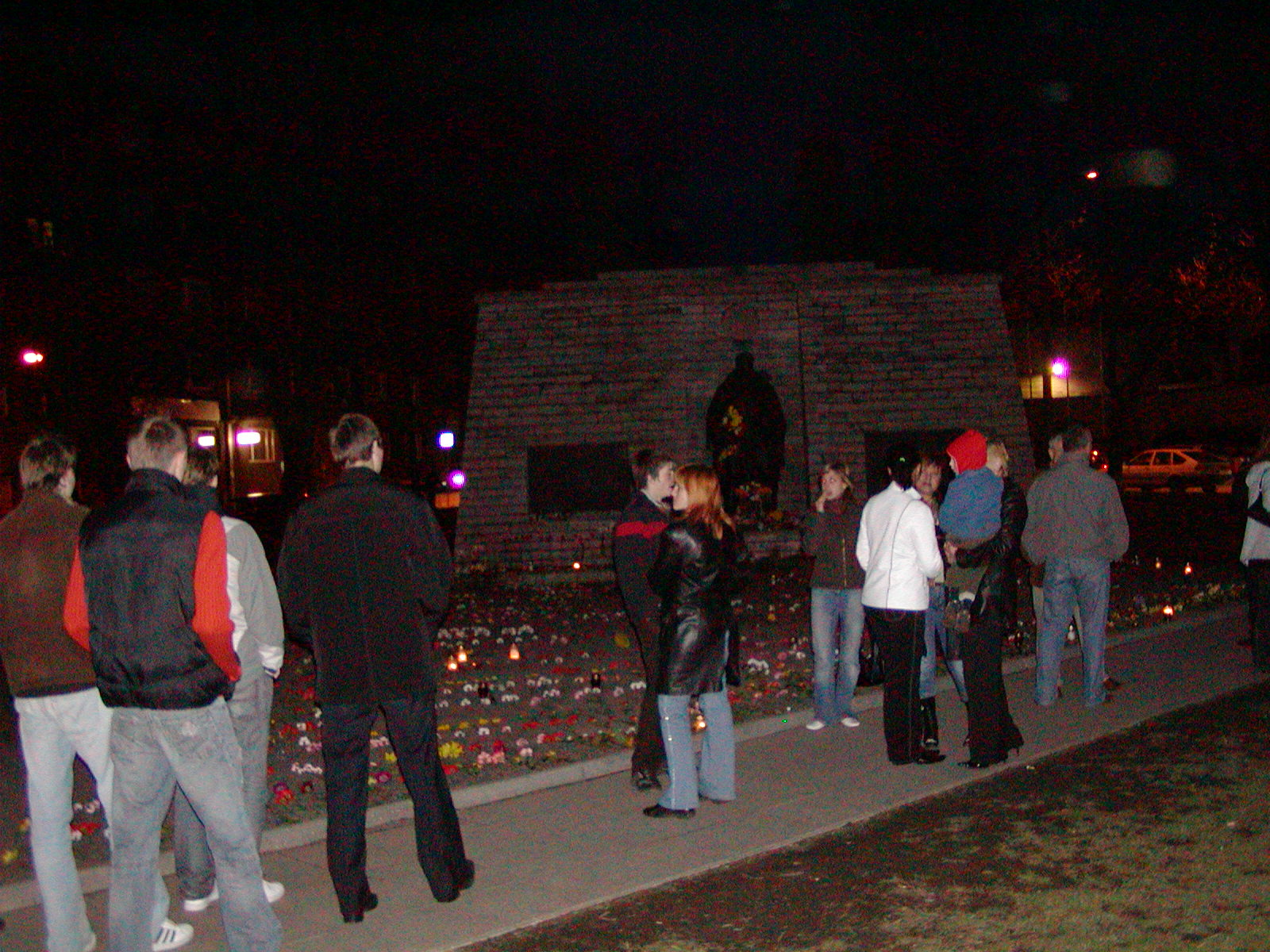
Члени «Ночного Дозора» під час подій навколо Бронзового солдата на Тинисмягі

Нічни́й дозо́р (рос. Ночной дозор; ест. Öine Vahtkond) — проросійський громадський рух, створений влітку 2006 р. для захисту монумента Бронзовий солдат в Естонії. Влада Естонії звинуватила членів руху у організації масових безладів під час переносу пам'ятника радянським солдатам на Тинісмягі, однак 5 січня 2009 р. усі затримані члени організації були виправдані рішенням естонського суду. Самі члени руху позіціонують себе як антифашисти і виступають на захист прав російськомовних громадян країни, у свою чергу естонська влада наполягає на зв'язках організації з російськими представництвами в Естонії.